# Ly-Fontaine
Ly-Fontaine é uma comuna francesa na região administrativa de Altos da França, no departamento de Aisne. Estende-se por uma área de 3,47 km². Em 2010 a comuna tinha 120 habitantes (densidade: 34,6 hab./km²).